# Mubadala Silicon Valley Classic 2022
Il Mubadala Silicon Valley Classic 2022 è stato un torneo di tennis femminile giocato su campi in cemento. È stata la 51ª edizione dell'evento appartenente alla categoria WTA 500 nell'ambito del WTA Tour 2022. Il torneo si è svolto presso il Tennis Center della San José State University dal 1° al 7 agosto 2022.

## Partecipanti al singolare

### Teste di serie
| Nazionalità | Giocatrice           | Ranking* | Testa di serie |
| ----------- | -------------------- | -------- | -------------- |
| Grecia      | Maria Sakkarī        | 3        | 1              |
| Spagna      | Paula Badosa         | 4        | 2              |
| Tunisia     | Ons Jabeur           | 5        | 3              |
|             | Aryna Sabalenka      | 6        | 4              |
| Spagna      | Garbiñe Muguruza     | 8        | 5              |
| Stati Uniti | Cori Gauff           | 11       | 6              |
|             | Dar'ja Kasatkina     | 12       | 7              |
| Rep. Ceca   | Karolína Plíšková    | 15       | 8              |
|             | Veronika Kudermetova | 19       | 9              |

* Ranking al 25 luglio 2022.

### Altre partecipanti
Le seguenti giocatrici hanno ricevuto una wild card per il tabellone principale:
- Katie Boulter
- Ashlyn Krueger

Le seguenti giocatrici sono passate dalle qualificazioni:

- Kayla Day
- Elizabeth Mandlik
- Storm Sanders
- Taylor Townsend

La seguente giocatrice è entrata in tabellone come lucky loser:
- Caroline Dolehide

### Ritiri
Prima del torneo
- Ekaterina Aleksandrova → sostituita da  Zhang Shuai
- Danielle Collins → sostituita da  Naomi Ōsaka
- Alizé Cornet → sostituita da  Zheng Qinwen
- Garbiñe Muguruza → sostituita da  Caroline Dolehide

## Partecipanti al doppio
| Nazione     | Giocatrice           | Nazione     | Giocatrice     | Ranking* | Testa di serie |
| ----------- | -------------------- | ----------- | -------------- | -------- | -------------- |
|             | Veronika Kudermetova | Cina        | Zhang Shuai    | 7        | 1              |
| Canada      | Gabriela Dabrowski   | Messico     | Giuliana Olmos | 17       | 2              |
| Stati Uniti | Desirae Krawczyk     | Paesi Bassi | Demi Schuurs   | 28       | 3              |
| Cina        | Xu Yifan             | Cina        | Yang Zhaoxuan  | 46       | 4              |

* Ranking al 25 luglio 2022.

### Altri partecipanti
Le seguenti coppie hanno ricevuto una wildcard per il tabellone principale:
- Latisha Chan /  Beatriz Haddad Maia
- Ashlyn Krueger /  Elizabeth Mandlik

## Punti
| Torneo    | V   | F   | SF  | QF  | 2T | 1T | Q  | Q2 | Q1 |
| Singolare | 470 | 305 | 185 | 100 | 55 | 1  | 25 | 13 | 1  |
| Doppio    | 470 | 305 | 185 | 100 | –  | 1  | –  | –  | –  |

## Campionesse

### Singolare
Dar'ja Kasatkina ha sconfitto in finale  Shelby Rogers con il punteggio di 6(2)–7, 6–1, 6–2.
- È il quinto titolo in carriera per Kasatkina, il primo della stagione.

### Doppio
Xu Yifan /  Yang Zhaoxuan hanno sconfitto in finale  Chan Hao-ching /  Shūko Aoyama con il punteggio di 7–5, 6–0.